# Јапански разарач Ајанами (1930)
Ајанами (јап:綾波) је био разарач класе Фубуку у царској јапанској флоти и служио је током Другог светског рата. Његова градња је почела 20. јануара 1928. године на доку у бродоградилишту у граду Фуџинагата, под привременом ознаком "Разарач N°45". Међутим, касније те године (1. август), он добија име Ајанами, јер је претходном разарачу који је носио то име, промењено име у "W-9". Брод је поринут 5. октобра 1929. године. Разарач Ајанами је био први брод у својој класи који је добио нове модификоване куле за топове од 127 mm, које су имале висинску елевацију за топове од 75°, док су куле на претходним разарачима ове класе имале висинску елевацију од 40°. Потопљен је током друге поморске битке за Гвадалканал, а његови остаци се налазе југоисточно од острва Саво у теснацу са гвозденим дном.

## Служба

### Рани период
Од почетка Пацифичког рата, па све до свог потонућа, разарач Ајанами се налазио под командом капетана корвете Сакуми Еиђиа. Брод се налазио у саставу 19. дивизије разарача, 3 ескадрон Прве флоте. Главни задатак разарача у почетном периоду Пацифичког рата, је био, ескортовања јапанских трупних конвоја. Дана, 19. децембра 1941. године, приликом ескортовања једног таквог конвоја, разарач Ајанами, и још два друга разарача – Уранами и Југири, потапају холандску подморници О-20.
У периоду јануар – фебруар 1942. године, Ајанами ескортује заједно са кртарицама Могами, Микума, Сузујо и Кумано, инвазионе снаге ка Малаји, Анамбаским острвима и Панкал-пинангу на острву Банка. Дана, 17. фебруара, разарач је мало оштећен, приликом наиласка на подводни гребен код Анамбаских острва, те је стога 20. фебруара на њему у заливу Камран, урађен неопходни ремонт. Већ сутрадан, Ајанами испловљава и помаже крстарици Чокаи, која се насукала код рта Сент Жак, а затим је прати до Сингапура.
Ајанами средином марта помаже у ескортовању инвазионих снага ка северној Суматри. Дана, 23. марта 1942. године, разарач покрива снаге за инвазију Андаманских острва, а затим патролира и ескортује конвоје у близини Порт Блера, током Индијско океанског препада. По завршеном Индијско океанском препаду, разарач Ајанами одлази у Сингапур, који напушта 13. априла и одлази преко залива Камран ка бази Куре, где је урађен краћи неопходни ремонт.
Токок битке за Мидвеј, разарач Ајанами је укључен у главне снаге, пратећи групу ратних бродова којом је директно командовао адмирал Јамамото. По завршеној бици код Мидвеј, Ајанами се враћа у базу Куре, одакле 30. јуна одлази са трупним конвојем ка острвима Амами шима, вршећи против подморничке патроле. Он напушта острва Амами шима 17. јула 1942. године, и преко база Мако, Сингапур и Сабанга на острву Бреу стиже у базу Мергуи у Бурми, ради новог реида по Индијском океану. Међутим, операција је привремено одложена због Гвадалканала (види:Гвадалканалска кампања).

### Гвадалканал
Разарач Ајанами напушта базу Мергуи 8. августа 1942. године, и преко базе Беликпапан на Борнеу, одлази у базу Трук, где стиже 21. августа. Дана, 24. августа, он учествује у бици код Истоних соломонових острва, где је у саставу пратње транспортних бродова. Током целиг септембра, Ајанами патролира у области северних соломонових острва, а 24. септембра ескортује танкер Тохо Мару ка острву Шортленд. У периоду од 4. октобра до 5. новембра, Ајанами је седам пута учествовао у ескортовању трупних конвоја ка Гвадалканалу, а од 6. до 9. новембра прати крстарицу Сендај од Шортледа до Трука.

### Последња битка
Последња битка у којој је учествовао разарач Ајанами је била Друга поморска битка за Гвадалканал, од 14. до 15. новембра 1942. године. Ту се он налазио у сатаву извиђачких снага контраадмирала Сенторе, чији је заставни брод био лака крстарица Сендај. Када је америчка оперативна ескадра ТФ-64 под командом адмирала Лиа уочена у близини острва Саво, Хашимото шаље своје бродове са десне стране острва, али Ајанамија шаље самог у супрутном смеру, трагајући за непријатељским бродовима. Када су Лиеви бродови лоцирани, наређење за напад је издато, и премда је сам, Ајанами постаје један од три крака у почетку напада (поред Хашимотове групе се налазила и група контраадмирала Кимуре, који се налазио на лакој крстарици Нагара).
Ајанами је прво опазио амерички разарач Велк, али је лака крстарица Нагара убрзо лоцирала и четири разарача који су пловили ка њој. Ватром са Ајанамија, Нагаре и Уранамија, потопљена су два од четири разарача (Пристон и Велк), тешко оштећен Бенам (који је потонуо након битке), и оштећен Гвин, проузриковавши на тај начин велике америчке губитке у првој фази битке. Ајанами је био мало оштећен од пројектила испаљених са америчког бојног брода Саут Дакота.
Међутим, други амерички бојни брод – Вашингтон, опажа разарач Ајанами и отвара на њега ватру. Разарач трпи велика оштећења а 40 чланова његове посаде гине, Око тридесет члана посаде, укључујући и команданта брода, Сакуму, бежи чамцем ка Гвадалканалу, а остатак спашава разарач Уранами.
Касније током ноћи, Уранами испаљује једно торпедо на напуштени Ајанами, који затим тоне, у област такозваној „Теснац са гвозденим дном“.

## Остаци брода
Јула 1992. године, познати поморски археолог Роберт Балард је предводио једну експедицију у „Теснацу са гвозденим дном“ и пронашао поред тринаест недавно откривених олупина бродова, остатке Ајанамија. Место где је пронађен Ајанами, било је југоисточно од острва Саво, а олупина се налазила на дубини од приближно 700 метара. Труп и кобилица брода били су уништени од једне торпедне експлозије, одмах иза командног моста. Такав, брод је изгледао као да лежи на дну, поломљен на два дела

## Команданти брода
| Чин, Име и Презиме                     | Од                  | До                  |
| -------------------------------------- | ------------------- | ------------------- |
| Капетан корвете Тецугоро Гото          | 30. април 1930.     | 1. децембар 1931.   |
| Капетан корвете Кеносуке Кавахара      | 1. децембар 1931.   | 15. новембар 1933.  |
| Капетан корвете Шунзо Фуџита           | 15. новембар 1933.  | 15. новембар 1935.  |
| Капетан корвете Шакао Сакијама         | 15. новембар 1935.  | 1. децембар 1936.   |
| Поручник бојног брода Шуичи Сугино     | 1. децембар 1936.   | 15. новембар 1937.  |
| Поручник бојног брода Нагајоши Шираиши | 15. новембар 1937.  | 1. децембар 1938.   |
| Капетан корвете Тамеичи Хара           | 1. децембар 1938 .  | 15. новембар 1939.  |
| Поручник бојног брода Токијоахи Арима  | 15. новембар 1939.  | 12. септембар 1941. |
| Капетан корвете Еиђи Сакума            | 12. септембар 1941. | 15. новембар 1942.  |